# Hutchison Asia Telecom Group
Hutchison Asia Group hay HAT, là một công ty con của tập đoàn đa quốc gia có trụ sở tại Hồng Kông, CK Hutchison Holdings. Công ty này cung cấp dịch vụ viễn thông tại một số quốc gia châu Á. Bộ phận này trước đây được thành lập với tên gọi Hutchison Telecommunications International Limited, còn gọi là Hutchison Telecom hoặc HTIL. Nó là một công ty nước ngoài ở Quần đảo Cayman và một công ty niêm yết tại Sở giao dịch chứng khoán Hồng Kông. Hãng khai thác các dịch vụ viễn thông di động GSM, 3G và 4G tại Indonesia, Sri Lanka và Việt Nam dưới các thương hiệu 3, Hutch và Vietnamobile.
Hutchison Telecommunications International trước đây là một công ty niêm yết với một danh sách chính trên Sở giao dịch chứng khoán Hồng Kông (mã chứng khoán cũ: 2332) và Cổ phiếu lưu ký Hoa Kỳ được niêm yết trên thị trường chứng khoán New York. Vào tháng 5 năm 2010, Hutchison Telecom đã trở thành công ty con thuộc sở hữu của Tập đoàn Hutchison Whampoa có trụ sở tại Hồng Kông và cổ phiếu của công ty đã bị hủy bỏ. Năm 2009, Hutchison Telecom cũng lấy đi một phần tài sản của mình với tư cách là một công ty niêm yết riêng biệt Hutchison viễn thông Hong Kong Holdings, bao gồm 3 Hồng Kông và Hutchison Global Communications.

## Lịch sử
Năm 1999 và 2000, Hutchison Telecom đã bán quyền lợi Orange và VoiceStream và tái đầu tư phần lớn số tiền thu được để phát triển kinh doanh viễn thông di động thế hệ thứ ba (3G) toàn cầu, dựa trên tiêu chuẩn 3G UMTS (W-CDMA) của châu Âu. 
Đầu năm 2007, Hutchison Telecom đã gây chú ý thông qua việc bán 67% tiền lãi cho mạng điện thoại di động Ấn Độ Hutch Essar cho Vodafone với giá 13,1 tỷ USD (trong đó có 2 tỷ USD là nợ). 
Tháng 12 năm 2007, cổ đông nhỏ nhất của Hutchison Telecommunications International (HTIL), Orascom Telecom, đã bán 14,2% cổ phần của HTIL, cho công ty mẹ của HTIL, Hutchison Whampoa, với giá 7,5 tỉ đô la Hồng Kông (khoảng 962 triệu USD). Orascom cũng giảm tỷ lệ sở hữu từ 19,3% xuống 16,3%, thông qua việc phát hành cổ phiếu riêng lẻ ra thị trường vào tháng 10 năm 2007
Năm 2009, Hutchison đã bán cổ phần kiểm soát của mình tại Orange Israel cho Scailex Corporation. Do đó nó đã kết thúc việc sử dụng thương hiệu Orange cho việc cung cấp dịch vụ di động. 
Năm 2009, công ty đã tách Hutchison Telecommunications Hong Kong Holdings (mã chứng khoán: 215) để niêm yết trên thị trường chứng khoán Hồng Kông.
Năm 2010, công ty được tư nhân hóa.

## Hoạt động hiện tại

### 3 Indonesia
Tháng 7 năm 2005, Hutchison Telecom đã mua 60% cổ phần của PT Hutchison CP Telecommunications ("Hutchison CP Telecom" hoặc "HCPT", trước đây gọi là PT Cyber Access Communications) từ Charoen Pokphand Group Indonesia. Năm 2006, HCPT tuyên bố thuê lại Siemens để thiết kế, xây dựng và vận hành các mạng không dây 2G và 3G tiên tiến nhất trên toàn quốc. HCPT ra mắt dịch vụ thương mại vào ngày 30 tháng 3 năm 2007 dưới thương hiệu 3.
Indonesia là một thị trường không dây cực kỳ hấp dẫn với dân số khá lớn và tỷ lệ thâm nhập di động tương đối thấp. Đó là một ví dụ tuyệt vời về tầm nhìn và chiến lược của Hutchison Telecom trong việc đạt được sự tăng trưởng ở các thị trường mới nổi.
Cuối tháng 9 năm 2009, cơ sở khách hàng của HCPT đã tăng lên khoảng 7,3 triệu.

### Hutch Sri Lanka
Hoạt động tại Sri Lanka của công ty, thường được gọi là Hutch, đang phát triển nhanh. Công ty gần đây đã giới thiệu tính năng 3G HSPA+ trên mạng của mình và cũng là một hệ thống chia sẻ thời gian trên không gọi là "me2u" để chuyển tín dụng từ điện thoại Hutch này sang điện thoại khác. Hutch rất nổi tiếng trong giới trẻ vì cung cấp số phút miễn phí cho bất kỳ số Hutch nào và các gói thuế thấp

### Vietnamobile
Tháng 7 năm 2004, Hutchison Telecommunications (Vietnam) S.à r.l. ("Hutchison Telecom Vietnam"), một công ty con thuộc sở hữu của Hutchison Telecom, đã ký kết hợp đồng hợp tác kinh doanh với Công ty Cổ phần Viễn thông Hà Nội. Tháng 2 năm 2005, Hutchison Telecom đã được chính phủ cấp giấy phép đầu tư cho dự án và vào tháng 1 năm 2007, đã ra mắt dịch vụ CDMA dưới thương hiệu HT Mobile.
Mặc dù họ cung cấp một mạng lưới ưu việt, nhưng sự tiếp nhận của thị trường đã bị cản trở rất nhiều do thiếu thiết bị cầm tay CDMA giá cả phải chăng, đặc biệt là những thiết bị có ngôn ngữ tiếng Việt, cùng với xu hướng các nhà sản xuất hàng đầu mở rộng quy mô phát triển điện thoại cho thị trường này.
Ngày 8 tháng 3 năm 2008, họ đã nhận được sự chấp thuận của chính phủ để chuyển đổi từ công nghệ CDMA sang GSM. Sau khi chuyển đổi thành công, hãng đã ra mắt dịch vụ GSM vào tháng 4 năm 2009 dưới thương hiệu mới "Vietnamobile". Thương hiệu đã vượt mốc một triệu khách hàng trong vòng sáu tháng kể từ khi ra mắt, chủ yếu ở phân khúc trả trước.
Vietnamobile cung cấp một số tiềm năng tăng trưởng cao nhất trong khu vực.

## Hoạt động trước đây

### Hutchison Ấn Độ
Hutchison Essar Limited bắt đầu hoạt động với thương hiệu "Orange" tại Mumbai. Ở các tiểu bang khác, nó được tiếp thị trên thị trường dưới nhãn hiệu "Hutch". Sau đó, nó được đổi thành "Hutch" trên toàn quốc khi họ mở rộng nhanh chóng để trở thành nhà cung cấp dịch vụ di động lớn thứ ba ở Ấn Độ và tiếp tục chiếm lĩnh thị phần thông qua việc mua lại BPL, Fascel, Command & Aircel Digilink. Ngày 31 tháng 3 năm 2007, Hutchison Essar Limited (tại Hutch Essar) đã bán 67,1% cổ phần của mình cho Vodafone.

### Hutchison Orange Israel
Ngay cả sau khi bán Orange plc cho Mannesmann AG tháng 2 năm 1999, Hutchison tiếp tục sử dụng thương hiệu Orange ở Israel. Gần đây họ đã bán cổ phần kiểm soát trong liên doanh này cho Scailex Corporation. Do đó, nó kết thúc câu chuyện về thương hiệu Orange liên kết với Hutchison Telecom. Mặc dù Scailex Corp vẫn đang sử dụng thương hiệu này cho hoạt động của họ.

### Hutch Thailand
Năm 2000, Hutchison Telecom và CAT Telecom Public Company Limited ("CAT Telecom") đã liên doanh thành lập Hutchison CAT Wireless MultiMedia Ltd. ("Hutchison CAT") cung cấp dịch vụ tiếp thị độc quyền cho viễn thông di động CDMA của CAT Telecom tại 25 tỉnh nằm trong Khu vực đô thị Bangkok và ở các vùng trung tâm, bờ biển phía đông và phía tây của Thái Lan.
Năm 2003, Hutchison CAT đã ra mắt dịch vụ tiếp thị cho các dịch vụ di động CDMA của CAT Telecom mang nhãn hiệu Hutch, cung cấp dịch vụ thoại và dữ liệu không dây tốc độ cao cho khách hàng.
Năm 2013, Hutch Thailand đã ngừng cung cấp dịch vụ CDMA.